# Karin Kleppin
Karin Kleppin (* 1949 in Kamp-Lintfort) ist eine deutsche Sprachwissenschaftlerin.

## Leben
Nach dem Studium (1968–1974) an der Ruhr-Universität Bochum der Romanistik, Sozialwissenschaften, Germanistik, Leibesübungen (1974 1. Staatsexamen in Romanistik und Sozialwissenschaften) war sie von 1983 bis 1988 wissenschaftliche Angestellte am Seminar für Sprachlehrforschung (Sprachkurse Französisch, Deutsch als Fremdsprache, Spanisch; Lehrveranstaltungen zur Methodik/Didaktik). Nach der Promotion 1980 zum Dr. phil. war sie von 1990 bis 1993 DAAD-Lektorin an der Universität Mohamed V in Rabat (Abteilung für Deutsche Sprache und Literatur) (Sprachkurse, Lehrveranstaltungen zur Linguistik und Methodik/Didaktik). Nach der Habilitation 2000 (Erteilung der venia legendi für das Fach Sprachlehrforschung) durch die Fakultät für Philologie der Ruhr-Universität Bochum war sie von 2005 bis 2016 Professorin für Sprachlehrforschung am Seminar für Sprachlehrforschung.